# Amir Khalil
Amir Khalil, né en 1964 à Al-Fayoum, est un vétérinaire de guerre austro-égyptien, spécialisé dans l'évacuation des animaux de zoos en zones de guerre.

## Biographie
Amir Khalil naît et grandit en Égypte d'un père pharmacien de prison pour le ministère de l'Intérieur et d'une mère au foyer,. Il suit ses études de médecine vétérinaire en Égypte au Caire à partir de 18 ans. Il obtient une bourse pour étudier en Afrique du Sud. Il poursuit ses études en Autriche à Vienne où vit sa sœur et où il s'installe,,. Il effectue des petits boulots à côté de ses études.
En 1994, il entre comme bénévole dans l'organisation autrichienne Vier Pfoten (Four Paws) pour participer à une mission de stérilisation d'animaux errants en Roumanie. Il y est ensuite employé.
Par la suite, il soigne et évacue les animaux de zoos désertés dans les zones de guerre. C'est le cas pour le zoo privé de Saddam Hussein à Bagdad en 2003, ou le zoo de Mossoul en février 2017, dont seuls deux animaux survivent et peuvent être évacués sur les quarante et sont exfiltrés en Jordanie. Il intervient ainsi au Kosovo (1999), en Libye (2003 et 2012) et en Irak (2003 et 2017), dans la bande de Gaza en Syrie à huit reprises,, en Égypte pendant la révolution (2011).
Lui et des équipes planifient soigneusement les missions de sauvetage. Les animaux évacués sont envoyés dans des sanctuaires,.